# Friedrich Hallwachs

Friedrich Hallwachs

Friedrich Reinhard Gottfried Adolf Wilhelm Hallwachs (* 13. Juli 1829 in Darmstadt; † 27. Juli 1886 in Falkenstein) war ein nationalliberaler hessischer Politiker und Abgeordneter der Zweiten Kammer der Landstände des Großherzogtums Hessen.

## Familie
Friedrich Hallwachs war der Sohn des großherzoglich-hessischen Außenministers und Präsidenten des Staatsrats, Wilhelm Hallwachs (1786–1860), und dessen dritter Ehefrau, Maria Wilhelmina, geborene Sartorius (1794–1884). Die Familie war evangelisch. Friedrich Hallwachs blieb unverheiratet. Sein Bruder Ludwig Hallwachs wurde ebenfalls Abgeordneter in den Landständen.

## Karriere
Friedrich Hallwachs studierte Rechtswissenschaft an der Universität Gießen. 1858 wurde er Sekretariatsakzessist im hessischen Innenministerium, wo er 1861 zum Ministerialsekretär zweiter und 1867 erster Klasse avancierte. 1872 wurde er Kreisrat im Kreis Vilbel, der 1874 aufgelöst wurde. Friedrich Hallwachs erhielt daraufhin die Stelle des Kreisrats im Kreis Dieburg und 1884 im Kreis Offenbach, wo er im Amt verstarb.

## Abgeordneter
Im 22. und 23. Landtag (1875–1881) war er Abgeordneter der Zweiten Kammer der Landstände des Großherzogtums Hessen. In den Landständen vertrat er den Wahlbezirk Oberhessen 1/Vilbel. Er war Mitglied der NLP.